# Coppa del Brasile 2014 (pallavolo femminile)
La Coppa del Brasile 2014 si è svolta dal 16 al 18 gennaio 2014: alla competizione hanno preso parte 8 squadre di club brasiliane e la vittoria finale è andata per la prima volta all'Osasco.

## Regolamento

### Formula
Le squadre hanno disputato quarti di finale in gara unica, accoppiate col metodo della serpentina e in casa delle quattro formazioni meglio classificate al termine del girone di andata di Superliga Série A 2013-14; le formazioni vincenti hanno poi disputato una final-4, con semifinali e finale in gara unica.

### Criteri di classifica
Se il risultato finale è stato di 3-0 o 3-1 sono stati assegnati 3 punti alla squadra vincente e 0 a quella sconfitta, se il risultato finale è stato di 3-2 sono stati assegnati 2 punti alla squadra vincente e 1 a quella sconfitta.
Per determinare la classifica dalla 5ª all'8ª posizione e dalla 3ª alla 4ª posizione, si tiene conto del numero di punti ottenuto rispettivamente dalle quattro formazioni eliminate ai quarti di finale e dalle due formazioni eliminate nelle semifinali durante la fase di qualificazione (i quarti di finale). In caso di parità, l'ordine del posizionamento in classifica è stato definito in base all'indice tecnico, i cui criteri sono:
- Punti;
- Ratio dei set vinti/persi;
- Ratio dei punti realizzati/subiti.
- Scontro diretto;
- Sorteggio.

In caso di walkover, la formazione qualificata al turno successivo è considerata vincitrice per 3-0 (25-0, 25-0, 25-0).

## Squadre partecipanti
| Squadra        | Qualificazione                                      |
| -------------- | --------------------------------------------------- |
| Campinas       | 3ª al girone di andata di Superliga Série A 2013-14 |
| Minas          | 7ª al girone di andata di Superliga Série A 2013-14 |
| Osasco         | 2ª al girone di andata di Superliga Série A 2013-14 |
| Pinheiros      | 6ª al girone di andata di Superliga Série A 2013-14 |
| Praia Clube    | 5ª al girone di andata di Superliga Série A 2013-14 |
| Rio de Janeiro | 1ª al girone di andata di Superliga Série A 2013-14 |
| Rio do Sul     | 8ª al girone di andata di Superliga Série A 2013-14 |
| Sesi           | 4ª al girone di andata di Superliga Série A 2013-14 |

## Torneo

### Tabellone
|  | Quarti | Quarti         | Quarti |  |   | Semifinali     | Semifinali | Semifinali |  |   | Finale | Finale | Finale |
|  |        |                |        |  |   |                |            |            |  |   |        |        |        |
|  | 1      | Rio de Janeiro | 3      |  |   |                |            |            |  |   |        |        |        |
|  | 1      | Rio de Janeiro | 3      |  |   |                |            |            |  |   |        |        |        |
|  | 8      | Rio do Sul     | 0      |  |   |                |            |            |  |   |        |        |        |
|  | 8      | Rio do Sul     | 0      |  | 1 | Rio de Janeiro | 1          |            |  |   |        |        |        |
|  |        |                |        |  | 1 | Rio de Janeiro | 1          |            |  |   |        |        |        |
|  |        |                |        |  |   | 4              | Sesi       | 3          |  |   |        |        |        |
|  | 4      | Sesi           | 3      |  |   | 4              | Sesi       | 3          |  |   |        |        |        |
|  | 4      | Sesi           | 3      |  |   |                |            |            |  |   |        |        |        |
|  | 5      | Praia Clube    | 1      |  |   |                |            |            |  |   |        |        |        |
|  | 5      | Praia Clube    | 1      |  |   |                |            |            |  | 2 | Osasco | 3      |        |
|  |        |                |        |  |   |                |            |            |  | 2 | Osasco | 3      |        |
|  |        |                |        |  |   |                |            |            |  |   | 4      | Sesi   | 1      |
|  | 2      | Osasco         | 3      |  |   |                |            |            |  |   | 4      | Sesi   | 1      |
|  | 2      | Osasco         | 3      |  |   |                |            |            |  |   |        |        |        |
|  | 7      | Minas          | 0      |  |   |                |            |            |  |   |        |        |        |
|  | 7      | Minas          | 0      |  | 2 | Osasco         | 3          |            |  |   |        |        |        |
|  |        |                |        |  | 2 | Osasco         | 3          |            |  |   |        |        |        |
|  |        |                |        |  |   | 3              | Campinas   | 1          |  |   |        |        |        |
|  | 3      | Campinas       | 3      |  |   | 3              | Campinas   | 1          |  |   |        |        |        |
|  | 3      | Campinas       | 3      |  |   |                |            |            |  |   |        |        |        |
|  | 6      | Pinheiros      | 1      |  |   |                |            |            |  |   |        |        |        |
|  | 6      | Pinheiros      | 1      |  |   |                |            |            |  |   |        |        |        |

## Risultati

### Quarti di finale
| 16 gennaio 2014 Ginásio Bueno Neto, Maringá Durata: - Spettatori: | Rio de Janeiro | 3 - 0 | Rio do Sul  | 21-12, 21-17, 21-15        |
| 16 gennaio 2014 Ginásio Bueno Neto, Maringá Durata: - Spettatori: | Sesi           | 3 - 1 | Praia Clube | 24-22, 11-21, 21-19, 21-15 |
| 16 gennaio 2014 Ginásio Bueno Neto, Maringá Durata: - Spettatori: | Osasco         | 3 - 0 | Minas       | 21-14, 21-10, 21-14        |
| 16 gennaio 2014 Ginásio Bueno Neto, Maringá Durata: - Spettatori: | Campinas       | 3 - 1 | Pinheiros   | 18-21, 21-11, 21-16, 21-19 |

### Semifinali
| 17 gennaio 2014 Ginásio Bueno Neto, Maringá Durata: - Spettatori: | Rio de Janeiro | 1 - 3 | Sesi     | 21-18, 13-21, 20-22, 19-21 |
| 17 gennaio 2014 Ginásio Bueno Neto, Maringá Durata: - Spettatori: | Osasco         | 3 - 1 | Campinas | 21-19, 16-21, 21-16, 21-17 |

### Finale
| 18 gennaio 2014 Ginásio Bueno Neto, Maringá Durata: - Spettatori: | Osasco | 3 - 1 | Sesi | 21-19, 21-16, 22-24, 21-17 |

## Classifica finale
| Pos | Squadre        | Qualificazione                        |
| --- | -------------- | ------------------------------------- |
| 1   | Osasco         | Campionato sudamericano per club 2014 |
| 2   | Sesi           | Campionato sudamericano per club 2014 |
| 3   | Rio de Janeiro |                                       |
| 4   | Campinas       |                                       |
| 5   | Praia Clube    |                                       |
| 6   | Pinheiros      |                                       |
| 7   | Rio do Sul     |                                       |
| 8   | Minas          |                                       |